# Улица Академика Павлова (Харьков)
Улица Академика Па́влова (укр. вулиця Академіка Павлова) — крупная улица города Харькова, находящаяся между Проспектом Героев Харькова и улицей Непокорённых. Названа в честь физиолога И. П. Павлова. Ранее называлась Конюшенная, так как здесь находилась харьковская городская конюшня.
В начале улицы на территории Сабуровой дачи находится Харьковская областная клиническая психиатрическая больница № 3 (в СССР 36-я, затем 15-я больница). Появилась она там в 1820-х и называлась больницей общественного призрения.

## Транспорт
По улице проходит регулярное трамвайное сообщение. С 1986 года улицу обслуживают станции Салтовской линии метро: Академика Павлова, Студенческая и Салтовская.

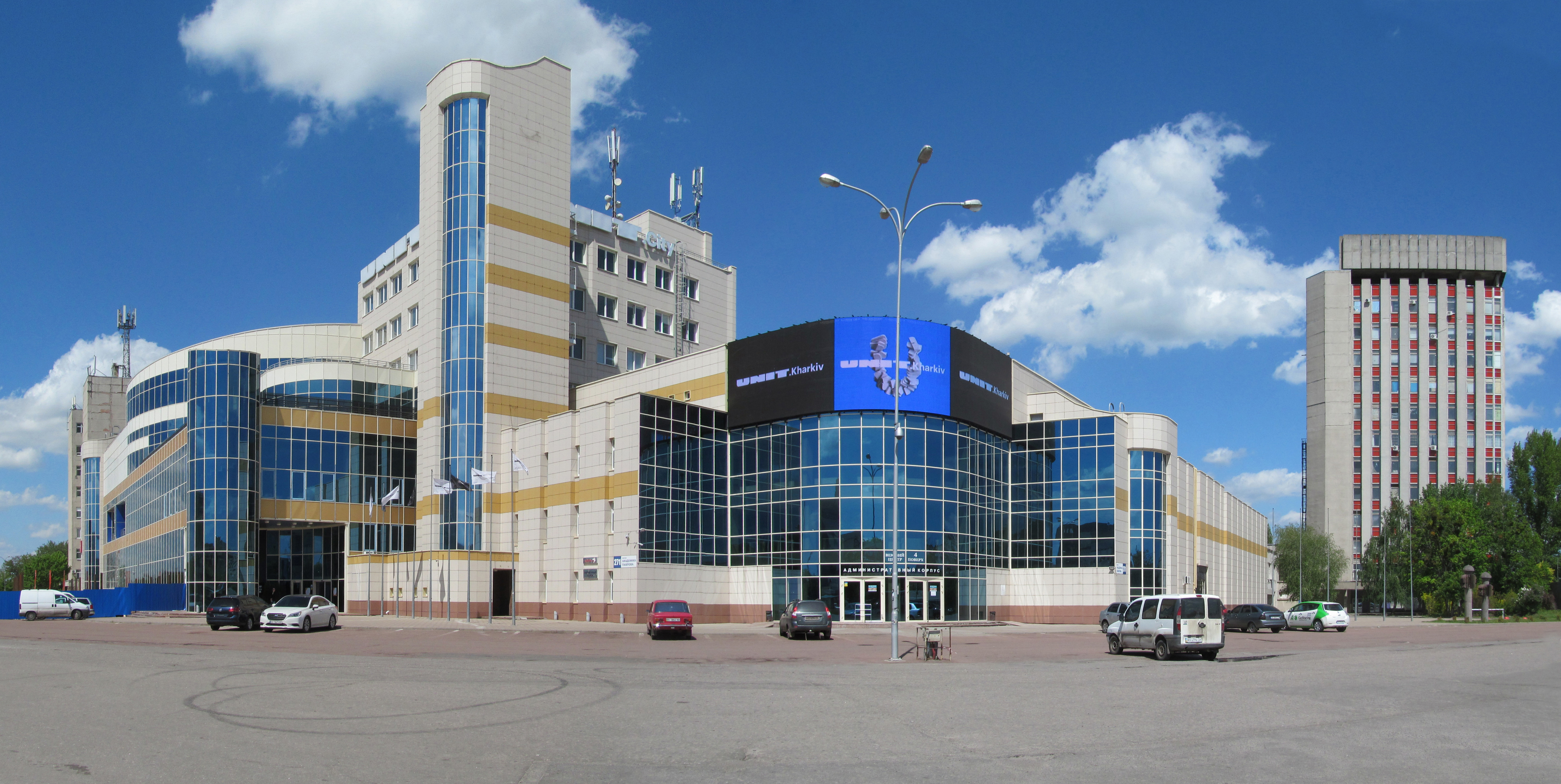
Улица Академика Павлова, 271, май 2021

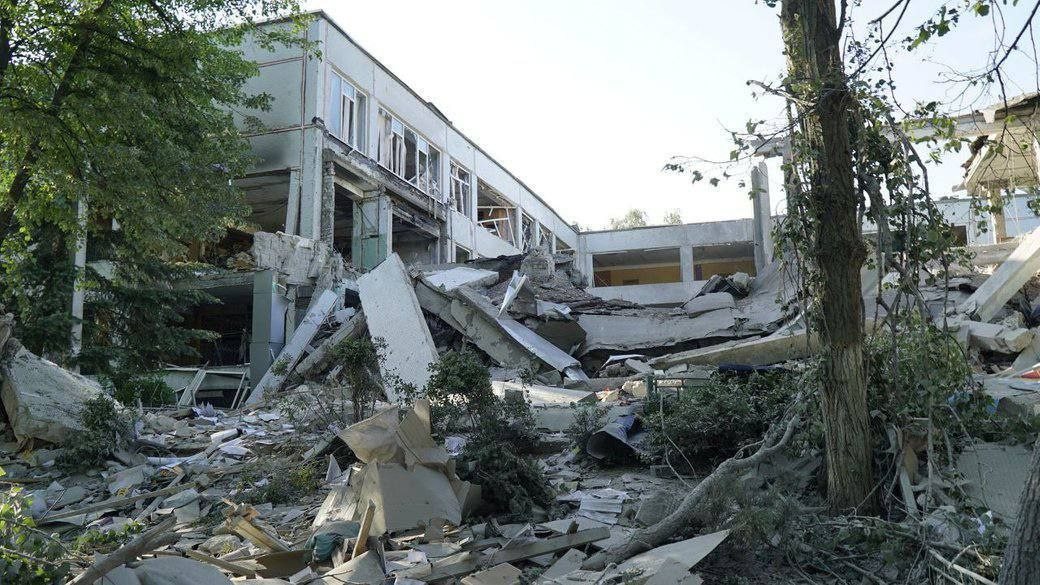
Специализированная школа № 17 (Акад. Павлова, 313в) после российского обстрела в ночь на 2 июня 2022 года во время полномасштабного вторжения российских войск в Украину. Погиб один человек, загорелась школьная библиотека. В школе был единственный в Украине музей Сергея Есенина. Ранее школа была обстреляна 2 марта

## Памятники архитектуры
- Ул. Академика Павлова, 1. Бывшая контора паровой мельницы. Конец XIX — начало XX века. Автор — неизвестен. Ныне используется в качестве учебного корпуса.
- Ул. Академика Павлова, 46. Бывший флигель загородной усадьбы. Конец XIX — начало XX века. Автор — неизвестен. Ныне — отделение № 10 Харьковской клинической больницы № 3.

## Гидрологические объекты
Улица пересекает Глубокий ручей в районе перекрёстка с улицей Владислава Зубенко, чуть выше станции метро «Имени академика Павлова», ручей в этом месте проходит под землёй.